# Object REXX
Object REXX es un lenguaje de programación desarrollado en IBM por Simon Nash. Es un lenguaje de programación interpretado, orientado a objetos en cuyo diseño se tomó como base el lenguaje REXX (en cuya familia se considera incluido) manteniendo compatibilidad hacia atrás (cualquier programa REXX clásico debería funcionar con un intérprete de Object REXX).
El intérprete de Object REXX está disponible para varias plataformas: Windows, OS/2, Linux, AIX, MacOS X...

### Intérpretes
- Página de Open Object REXX
- Página de Open Object REXX en Sourceforge

### Grupos de noticias
- comp.lang.rexx Archivado el 30 de diciembre de 2005 en Wayback Machine.

- Datos: Q2437099